# مجموعة كراهية

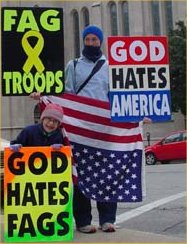

المجموعة الكارهة هي مجموعة اجتماعيّة تدافع عن الكراهية أو العداوة أو العنف وتمارسها ضد أفراد من العرق أو الأمة أو الدين أو الجنس أو الهويّة الجنسيّة أو التوجّه الجنسي أو أي قطّاع آخر محدّد في المجتمع. وفقاً لمكتب التحقيقات الفيدرالي الأمريكي (FBI)، فإن الهدف الأساسي لجماعة الكراهية هو تعزيز العداء والحقد ضد الأشخاص الذين ينتمون إلى عرق أو دين أو عجز أو ميول جنسية أو عرق/ أصل قومي يختلف عن أعضاء المنظمّة.
العديد من الأعلام والرموز المتعصّبة من النازيين الجدد البيض: 1. الصليب السلتي. 2. الرود الروني. 3. القوّة البيضاء. 4. الصليب الحديدي. 5. مسامير SS. 6. رأس الموت الخاص بـSS.
في الولايات المتحدة، هناك منظمّتان خاصّتان تراقبان التعصب وجماعات الكراهية، وهما رابطة مكافحة التشهير (ADL)  ومركز قانون الفقر الجنوبي (SPLC) وهم يحتفظون بقوائم لما يعتبرونه جماعات كراهية وجماعات متعصّبة للتمييز ومجموعات معادية للسامية أو مناهضة للحكومة أو متطرّفة ارتكبت جرائم كراهية. يتضمّن تعريف SPLC لمجموعة الكراهية أي مجموعة ذات معتقدات أو ممارسات تهاجم أو تسيء إلى فئة كاملة من الناس خاصّة عندما تكون الخصائص التي يتم تنفيذها غير قابلة للتغيير. ومع ذلك، على الأقل بالنسبة لـSPLC، فإن تضمين مجموعة في القائمة «لا يعني ضمناً أن مجموعة تدافع أو تشارك في أعمال عنف أو نشاط إجرامي آخر». وفقاً لـ SPLC، من عام 2000 إلى 2008، تبين أن نشاط مجموعة الكراهية ازداد بمعدّل 50% في الولايات المتّحدة الأمريكية، مع ما مجموعه 926 مجموعة نشطة. في الآونة الأخيرة مصطلح الحقّ البديل، أصبح قيد الاستخدام. يشمل هذا المصطلح الواسع مجموعة من الناس الذين يرفضون التيار المحافظ السائد لصالح أشكال المحافظة التي قد تحتضن العنصريّة الضمنية أو الصريحة أو التفوّق الأبيض. يوصف اليمين المتطرّف بأنّه «خليط غريب من النازيين الجدد، ومنظّري المؤامرة، والمناهضين للعولمة، وشباب الإنترنت اليمينيين؛ وكلّهم متّحدون في الاعتقاد بأن هويّة الذكور البيض تتعرّض للهجوم من قبل الثقافات المتعدّدة للقوى السياسيّة.»
لا ينشر مكتب التحقيقات الفيدرالي FBI قائمة بمجموعات الكراهية، «التحقيقات تتم فقط عندما يتم تهديد أو تأييد القوّة؛ عندما يكون لدى المجموعة القدرة الواضحة على تنفيذ الفعل المعلن؛ وعندما يشكّل هذا الفعل انتهاك محتمل للقانون الاتّحادي». يحتفظ مكتب التحقيقات الفيدرالي بإحصائيّات جرائم الكراهية.

## العنف وجرائم الكراهية
هناك أربع فئات مرتبطة بميل مجموعات الكراهية للعنف هي: القدرة التنظيمية، والانتخاب التنظيمي، والتواصل الاستراتيجي، والترتيب الهيكلي. وكلّما كانت المجموعة المتطرّفة أكبر، وكلما طالت فترة وجودها، كانت المجموعة أكثر عرضةً للانخراط بالعنف. على المستوى الإقليمي، من الأرجح أن تشارك مجموعات الكراهية في الغرب والشمال الشرقي في العنف أكثر من الجماعات الموجودة في الجنوب. إذا كان للمجموعة زعيم ذو كاريزما، فمن المرجّح أن تكون عنيفة. من المرجّح أن تتشارك الجماعات في علاقات قائمة على النزاع مع مجموعات أخرى والقيام بأعمال عنف شديدة. ترتبط كميّة المؤلّفات الأيديولوجيّة التي تنشرها المجموعة بانخفاض كبير في السلوك العنيف للمجموعة، مع ارتباط المزيد من المؤلّفات بمستويات عنف أقل.
تميل مجموعات الكراهية العنيفة إلى ارتكاب «جرائم هبوطيّة»، والتي تنطوي على اضطهاد مجموعة أقليّة بأغلبيّة كبيرة. وعلى النقيض من ذلك فإن أعمال الإرهاب عادةً ما تكون «جرائم تصاعديّة»، حيث يكون مرتكب الجريمة من الأقليّة الأقوى ويستهدف مجموعة بأغلبيّة بارزة.

## خطاب الكراهية
يقول خبير مكافحة الإرهاب، إيهود سبرينزاك، أن العنف اللفظي هو «استخدام لغة متطرّفة ضد فرد أو مجموعة تنطوي إمّا على تهديد مباشر باستخدام القوّة البدنيّة ضدّهم، أو ينظر إليها على أنها دعوى غير مباشرة لاستخدام الآخرين لها.» يجادل سبرينزاك بأن العنف اللفظي غالباً ما يكون بديلاً عن العنف الحقيقي، وأن التعبير اللفظي عن الكراهية لديه القدرة على تحريض الأشخاص غير القادرين على التمييز بين العنف الحقيقي واللفظي للانخراط بأعمال عنف حقيقيّة.
يميل الناس إلى الحكم على مدى خطورة الكلام الذي يحرّض على الكراهية على التدرج اعتماداً على مدى علانيّة الكلام وماهيّة المجموعة التي يستهدفها. على الرغم من أن آراء الناس حول خطاب الكراهية معقّدة، إلا أنهم عادةً ما يعتبرون أن التعبير العام عن الأقليّات العرقيّة هو الأكثر تهجّماً.
يجادل المؤرّخ دانييل غولدهاغن، الذي يناقش جماعات الكراهية المعادية للسامية، بأنّه ينبغي لنا أن ننظر إلى العنف اللفظي على أنّه «اعتداء بحدّ ذاته، عندما يهدف إلى إحداث ضرر عميق –عاطفي ونفسي واجتماعي- في كرامة اليهود. الجروح التي يعاني منها الناس... مثل هذا الشذوذ... يمكن أن تكون سيّئة مثل... الضرب.»

## مجموعات الكراهية الدينية
وقد حدّد مركز قانون الفقر الجنوبي (SPLC) عدّة مجموعات مسيحيّة كمجموعات كراهية، بما في ذلك جمعيّة الأسرة الأمريكيّة، ومجلس بحوث الأسرة، وإدارات الالتزام بالحقيقة، والرؤيا الأمريكية، ومؤسسة تشالكيدون، ومركز دوف وورلد للتواصل، وتحالف القيم التقليديّة. كنيسة طائفة ويسبورو. انتقد بعض المحافظين SPLC لإدراجها بعض الجماعات المسيحيّة مثل مجلس إدارة الأسرة على قائمتها.
تدرج SPLC أمة الإسلام، كمجموعة كراهية تحت فئة الانفصاليين السود. تؤمن أمّة الإسلام بأن عالماً أسوداً اسمه يعقوب قد خلق الجنس الأبيض «نسل الشياطين»، في جزيرة باتموس اليونانيّة. لا تقبل «أمة الإسلام» –على عكس باقي الجماعات الإسلاميّة التقليديّة- الأعضاء البيض. ولا يعترف بها من قبل المسلمين العاديين.
ترتبط حركة الإبداع الفوقي الأبيض (المعروفة سابقاً باسم كنيسة الخالق العالمية) بقيادة ماثيو إف هيل، بالعنف والتعصّب. الدول الآرية هي مجموعة أخرى تدعو إلى الكراهية والعنصريّة البيضاء.
تعتبر كنيسة وستبورو المعمدانيّة مجموعة كراهية بسبب موقفها الاستفزازي ضد المثليين الجنسيين في الولايات المتحدة الأمريكية، وقد أدانها العديد من المعارضين للحقوق المثلية السائدة، وكذلك من قبل مؤيدي حقوق المثليين.

## مجموعات الكراهية عبر الإنترنت
تفليديّاً، تجنّد مجموعات الكراهية أعضاءً لها، وتنشر الرسائل المتطرّفة عن طريق الكلام المباشر، أو من خلال توزيع النشرات والكتيبات. في المقابل، تسمح شبكة الإنترنت لأعضاء مجموعات الكراهية من جميع أنحاء العالم بالمشاركة في المحادثات الواقعيّة. كان الإنترنت بمثابة نعمة لجماعات الكراهية من حيث الترويج وتجنيد وتوسيع قاعدتها لتشمل الجماهير الأصغر سناً. لا يجب أن تكون مجموعة كراهية الإنترنت جزءاً من فصيل تقليدي مثل كو كلوكس كلان.
في حين أن العديد من مواقع الكراهية معادية بشكل صريح أو عنيف، قد تظهر بعض المواقع الأخرى كمواقع وطنية أو ذات طابع حميد، وهذه الواجهة قد تسهم في جاذبيّة تلك الجماعات. تعمل مواقع مجموعات الكراهية على تحقيق الأهداف التالية: تثقيف أعضاء المجموعات وجمهورها (من وجهة نظر مجموعة الكراهية)؛ التشجيع على المشاركة؛ زرع وهم النداء الإلهي والحصول على امتيازات بهذه الحجّة؛ اتهام المجموعات الخارجية (على سبيل المثال، الحكومة أو وسائل الإعلام). تميل المجموعات التي تعمل بفعاليّة نحو هذه الأهداف عن طريق الإنترنت مما يعزز إحساسها بالهوية، وتقليل مستويات تهديدها من المجموعات الخارجية، وتوظيف المزيد من الأعضاء الجدد.

## علم نفس جماعات الكراهية
قد يكون الصراع بين مجموعات الكراهية مدفوعاً بـ«الحب داخل المجموعة»، وهي الرغبة في الإسهام بشكل إيجابي في المجموعة التي ينتمي إليها الأعضاء، أو «الكراهية خارج المجموعة»، وهي الرغبة في إصابة مجموعة خارجية /غريبة/ أجنبيّة. كل من الأفراد والجماعات يكونون أكثر تحفيزاً «للحب داخل المجموعة» من «الكراهية خارج المجموعة»، على الرغم من أن كلا الدافعين يعززان وضع المجموعة. هذا التفضيل يكون بارزاً بشكل خاص عندما لا تكون المجموعة في وضع تنافسي ضد مجموعة أخرى. يشير هذا التحيّز بالسلوك التعاوني إلى أن الصراع بين الجماعات قد ينخفض إذا كرّس أعضاء المجموعات طاقة أكبر لإدخال تحسينات إيجابيّة داخل المجموعة مقارنةً بالمنافسة خارج المجموعة. إن المجموعات التي تكوّنت من مجموعة من القواعد الأخلاقيّة أكثر احتمالاً من المجموعات غير القائمة على الأخلاق على تقليل إظهار «الكراهية خارج المجموعة» كاستجابة لشعورها القوي «بالحب داخل المجموعة.»